# DB-Baureihe 515
Les autorails à accumulateur de la série ETA/ESA 150 (Baureihe 515/815 à partir de 1968) étaient des autorails de la Deutsche Bundesbahn (DB) utilisés pendant près de 40 ans sur les lignes principales et secondaires. ETA signifiant "Elektrischer Triebwagen mit Akkumulatoren".
Comparés aux autorails Uerdingen, ces autorails étaient plus silencieux (bien que leurs moteurs électriques émettaient un sifflement caractéristique, qui leur vaudra le surnom de "maya l'abeille") et n'émettaient pas de fumée. Leur chaine de traction électrique et l'inertie induite par le poids des batteries (plus de 20 tonnes) leur donnait par ailleurs un roulement beaucoup plus souple.
Leur autonomie limitée s'accommodait bien avec les dessertes réduites sur ligne secondaire ou sur des services de renfort en heure de pointe.

## Histoire
Les chemins de fer prussiens puis la Deutsche Bundesbahn ont pu acquérir de l'expérience avec les autorails à accumulateurs dès le début du XIXe siècle : ce furent les autorails wittfield.
Après la seconde guerre mondiale, l'Allemagne bénéficie du Plan Marshall et son économie est en plein boom. La DB doit faire face à une demande croissante, surtout en heure de pointe.

### Véhicules de présérie
En 1950, elle commande à Rathgeber (de) deux engins prototypes monocaisse à accumulateurs. Le cahier de charge est contraignant : héberger 22 tonnes de batteries (fournies par Varta) tout en limitant la charge par essieux à 12,5 tonnes afin de pouvoir circuler sur des lignes faiblement armées. Les engins doivent pouvoir atteindre une vitesse de 100 km/h afin de circuler sur des lignes principales en heure de pointe. Comme pour les ETA 179, les batteries seront suspendues sous la caisse afin d'en répartir le poids sur les deux bogies. Le constructeur fait le choix d'une structure autoportante légère en acier et ils sont peints en rouge sombre comme les autres autorails de l'époque. Une chaudière au fioul webasto assurait le chauffage.
Les deux prototypes sont livrés à l'été 1954. Ils se distinguent des exemplaires de série par l'absence de compartiment de classe supérieure, des moulures longitudinales courant sur toute la longueur de la caisse au niveau de l'arrondi de toit et des phares placés légèrement plus bas (mais juste au dessus des tampons qui bloquaient une trop grande partie du faisceau lumineux).

### Première sous-série: ETA 150.0 et ESA 150
Les engins prototypes donneront satisfaction et une commande complémentaire de 31 engins est passée, assortie de 20 remorques aux dimensions identiques, mais dépourvues de compartiment à bagage. Outre Rathgeber, Orenstein & Koppel et Waggon- und Maschinenbau GmbH à Donauwörth sont sollicités alors que les moteurs à courant continu sont livrés par Siemens et les bogies par Wegmann.
L'aménagement intérieur reste globalement identique, avec une classe unique et des banquettes de 2+3 places par rangée, ce qui permet 86 places pour l'automoteur et 100 places pour la remorque. Leur livraison a lieu en 1955 et 1956.
Au fil des années et des remplacements de batteries, la capacité de ces dernières évoluera de 352 à  437 kWh, améliorant quelque peu l'autonomie des engins.

### Seconde sous-série: ETA 150.1 (et ESA 150)
Une commande complémentaire de 38 autorails et 39 voitures suit, livrés en 1957 et 1958. De conception technique identique, leur aménagement intérieur est toutefois différent : les sièges sont plus large, donnant des rangées de 2+2 places au lieu de 2+3. Par ailleurs, un compartiment de première classe apparait. Il comporte 19 places sur 7 engins (sous-type "Bremen") et 8 places sur les autres (sous-type "Hamburg"). Le type Bremen ne compte ainsi plus que 40 places de seconde classe  (pour 60 sur les autre engins). Le nombre de places dans les remorques - intégralement en seconde classe - passe à 81 vu la perte d'un siège par rangée. Si les autorails sont numérotés dans la sous-série ETA 150.101 à 138, les remorques sont numérotées à la suite de la première sous-série (ESA 150.021 à 059)

### Troisième sous-série: ETA 150.5 (et ESA 150)
Pour cette sous-série, la DB souhaite une autonomie accrue. Un nouveau type de batteries est utilisé, plus puissantes et plus nombreuses - 27 tonnes contre 22 précédemment, pour une capacité de 520 kWh (évoluant progressivement vers 603 kWh au fil des renouvellements). Le gain d'autonomie escompté se trouve en partie annulé par cette masse supplémentaire. plusieurs lots sont commandés, pour un total de 161 autorails et 157 remorques pilotes.
57 autorails adopte l'aménagement du sous-type "Bremen" avec un compartiment de première classe de 19 places et 40 places en seconde. Les autres ont un compartiment de première encore plus réduit que celui de la sous-série précédente, avec 6 places seulement (pour 58 en seconde). Les remorques sont identiques à celles de la sous-série précédente.
Lors du plan de numérisation du parc de véhicules de la DB en 1968, la série est renumérotée dans la Baureihe 515 (815 pour les remorques), en conservant les sous séries telles quelles.

## Utilisation
Vu leur polyvalence, ces engins ont circulé un peu partout en Allemagne, notamment sur des lignes secondaires présentant un trafic suffisant et / ou une vitesse d'exploitation supérieure à ce que ne pouvait assurer les petits autorails Uerdingen.
On les rencontre notamment dans la Ruhr, mais également au Schleswig-Holstein, à l'est de la Basse-Saxe, à l'est de la Rhénanie-Palatinat (dans la forêt de Westerwald), au sud de la Hesse, au sud du Bade et dans les dessertes autour d'Augsbourg et de Nördlingen. On remarquera que les engins d'Aix-la-Chapelle assureront des relations transfrontalières vers Maastricht.
De manière générale, la réaffectation de ces engins atypiques est limitée par la nécessité de disposer d'installations de recharge spécifiques, alors que leur autonomie limitée - même avec une recharge intermédiaire entre les pointes du matin et du soir - les rend moins flexibles que leur équivalents à motorisation thermique.

### Fin de carrière
La reprise de l'organisation des transports régionaux par les États au milieu des années 1980, allant de pair avec la mise en service des autorails de la série 628.2, provoque le retrait du service de la plupart de ces engins qui sont conservés en parc
Un dernier contingent est utilisé jusqu'en 1995 par le syndicat des transports Rhin-Ruhr (de) (Verkehrsverbund Rhein-Ruhr).

## Evolution
Outre l'autonomie qui s'est améliorée progressivement avec les nouvelles générations de batteries, les engins n'ont pas connu d'évolutions notoires.
Certains ont toutefois troqué à partir de 1975 leur robe rouge vin (RAL 3004) avec ceinture crème sous les fenêtres pour la livrée beige et bleu océan adoptée également par les autorails livrés à cette époque (notamment la série 628).
En toute fin de carrière, 4 engins ont reçu la livrée "produkt (de)" (a dominante blanche avec un coloris dominant spécifique pour chaque type de desserte) présentant une bande "turquoise" (RAL 6033 & 6034) au niveau des fenêtres (couleur attribué aux dessertes "RegioBahn"). Ils ont assuré la relation Gelsenkirchen – Wanne-Eickel – Bochum. Leur rénovation légère a fait l'objet d'un partenariat publicitaire avec Nokia dont l'usine de Bochum était desservie par ces trains., qualifiés de Nokia-Express ou Nokia-Bahn.

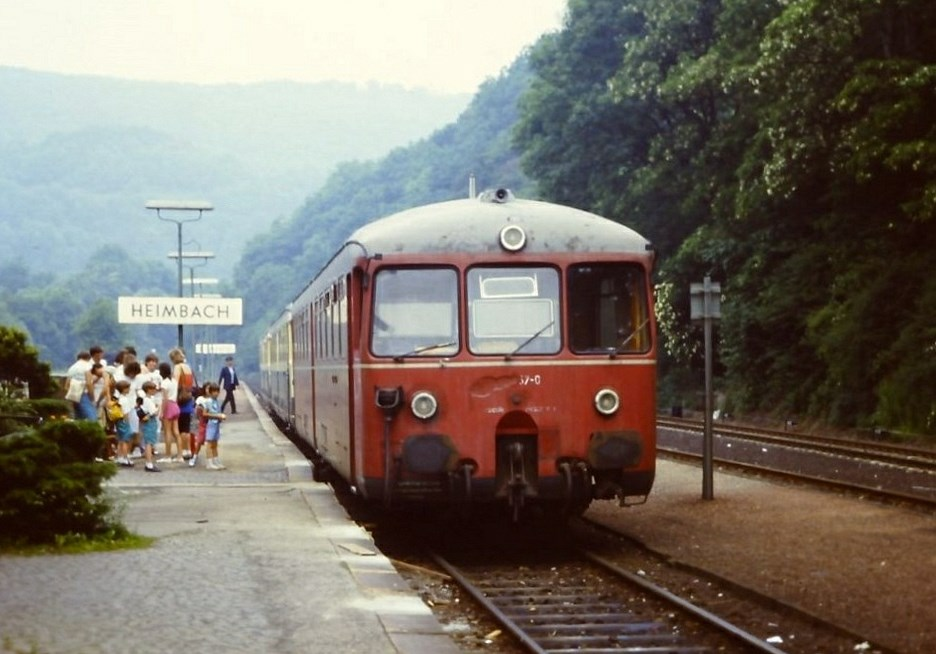
515 en rouge
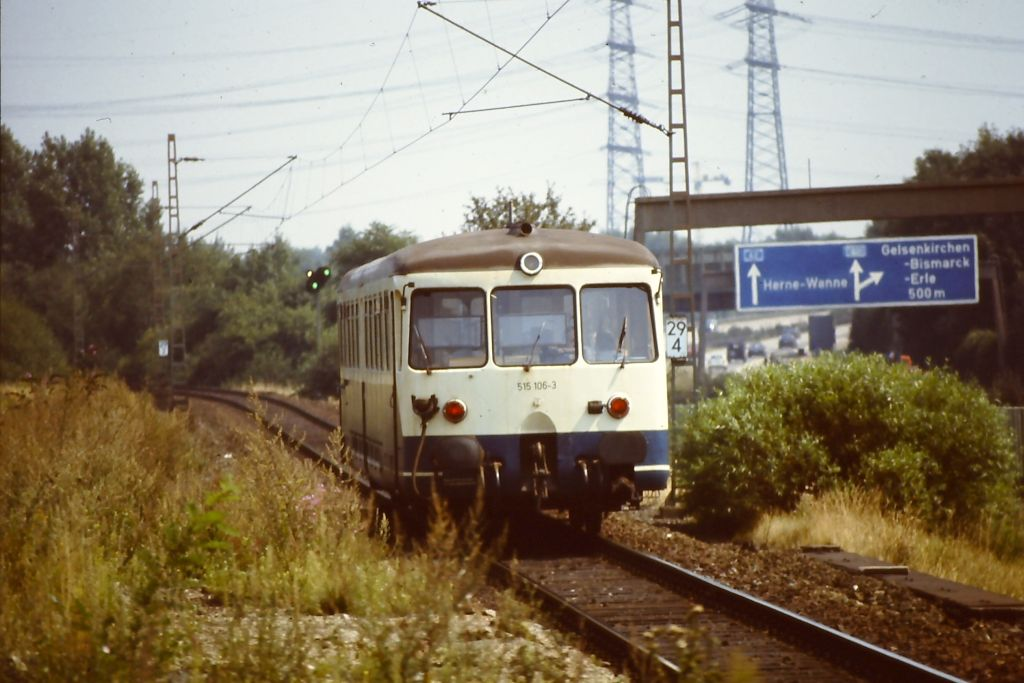
515 en bleu océan/beige
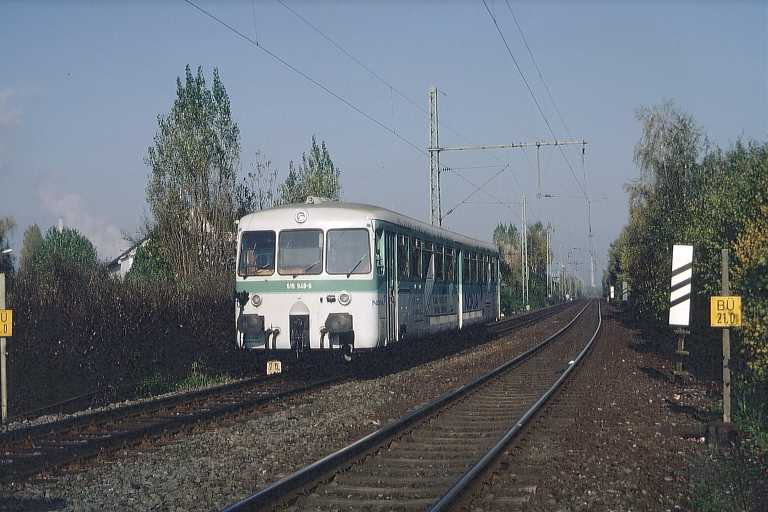
515 en vert menthe poivrée/blanc

## Préservation

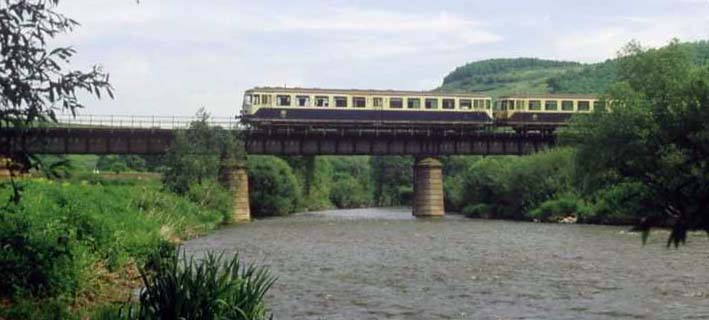
515 + 815 sur le pont de la Nahe à Staudernheim

Deux autorails ont été vendus à la compagnie privée ligne de la vallée de la Regen (de) qui les a convertis en autorail thermiques et les a renumérotés en VT 515-U.
Peu d'engins sont préservés dans des musées. Ceci est principalement dû à leur chaine de traction atypique qui nécessite des installations de recharge adaptée, un remplacement régulier et onéreux de leurs nombreuses batteries et un entretien spécifique de leur carrosserie pour lutter contre la corrosion accélérée provoquée par les vapeurs d'acide des batteries.
Ont été conservés :
- 515 556-9 et 815 672-1 ( Musée ferroviaire de Bochum-Dahlhausen )
- 515 011-5 ( Musée ferroviaire bavarois à Nördlingen )